# Oleksandr Jaslowezkyj

Wappen von Oleksandr Jaslowezkyj Erster Diener Gottes

Oleksandr Jaslowezkyj (ukrainisch Олександр Язловецький; * 2. März 1979 in Scharhorod, Ukrainische SSR) ist ein ukrainischer Geistlicher und römisch-katholischer Weihbischof in Kiew-Schytomyr.

## Leben
Oleksandr Jaslowezkyj studierte am Priesterseminar in Horodok und empfing am 26. Juni 2004 durch Bischof Maksymilian Leonid Dubrawski OFM das Sakrament der Priesterweihe für das Bistum Kamjanez-Podilskyj.
Zunächst war er in der Pfarrseelsorge und zusätzlich in der Priesterausbildung tätig. Von 2006 bis 2013 studierte er in Rom an der Päpstlichen Lateranuniversität und wurde in Kanonischem Recht promoviert. Anschließend war er Subregens und Ökonom des Seminars in Horodok, das er ab 2014 als Regens leitete. Seit 2018 war er Kanzler der Diözesankurie des Bistums Kiew-Schytomyr.
Am 18. September 2019 ernannte ihn Papst Franziskus zum Titularbischof von Tulana und zum Weihbischof in Kiew-Schytomyr. Der Apostolische Nuntius in der Ukraine, Erzbischof Claudio Gugerotti, spendete ihm am 9. November desselben Jahres die Bischofsweihe. Mitkonsekratoren waren der Bischof von Kiew-Schytomyr, Witalij Krywyzkyj SDB, und der Bischof von Kamjanez-Podilskyj, Maksymilian Leonid Dubrawski OFM.